# Иберико, Луис
Луис Энрике Иберико Робалино (исп. Luis Enrique Iberico Robalino; род. 6 февраля 1998, Лима) — перуанский футболист, нападающий клуба «Рига» и сборной Перу.

## Клубная карьера
Иберико — воспитанник клуба «Универсидад Сан-Мартин». 5 июля 2014 года в матче против «Сьенсиано» он дебютировал в перуанской Примере, в возрасте шестнадцати лет. В том же сезоне Луис помог клубу выйти в финал Кубка Перу. 7 мая 2015 года в поединке против «Альянса Лима» он забил свой первый гол за «Универсидад».
Летом 2017 года Иберико перешёл в «Мельгар». 18 сентября в матче против «Альянса Атлетико» он дебютировал за новую команду. 5 августа в поединке против «Комерсиантес Унидос» Луис забил свой первый гол за «Мельгар».
В начале 2020 года Иберико на правах аренды перешёл в «Кахамарку». 1 февраля в матче против «Спортинг Кристал» он дебютировал за новый клуб. 7 сентября в поединке против «Спорт Бойз» Луис забил свой первый гол за «Кахамарку». По окончании аренды игрок вернулся в Мельгар. В 2021 году он стал лучшим бомбардиром чемпионата. Летом 2023 года Иберико перешёл в латышской «Ригой». 4 июля в матче против «Лиепая» он дебютировал в Вирс-лиге. 1 сентября в поединке против «Елгавы» Луис забил свой первый гол за «Ригу». В 2023 году он помог команде выиграть Кубок Латвии. 

## Международная карьера
В начале 2015 года Иберико в составе юношеской сборной Перу принял участие в юношеском чемпионате Южной Америки в Парагвае. На турнире он сыграл в матчах против команд Венесуэлы, Колумбии, Парагвая и Бразилии. В поединках против венесуэльцев и колумбийцев Луис забил четыре гола.
В 2017 года Иберико принял участие в молодёжном чемпионате Южной Америки в Эквадоре. На турнире он сыграл в матче против команды Боливии.
8 июня 2021 года в отборочном матче чемпионата мира 2022 против сборной Эквадора Иберико дебютировал за сборную Перу. В 2021 года игрок принял участие в Кубке Америки в Бразилии. На турнире он сыграл в матчах против сборных Эквадора и Бразилии. 20 января 2022 года в товарищеском матче против сборной Ямайки он забил свой первый гол за национальную команду. 

### Голы за сборную Перу
| #   | Дата           | Место                            | Противник | Счёт | Результат | Соревнование      |
| --- | -------------- | -------------------------------- | --------- | ---- | --------- | ----------------- |
| 01. | 21 января 2022 | Национальный стадион, Лима, Перу | Ямайка    | 1:0  | 3:0       | Товарищеский матч |
| 02. | 19 ноября 2022 | Мариано Мельгар, Арекипа, Перу   | Боливия   | 1:0  | 1:0       | Товарищеский матч |

## Достижения
Клубные
 «Рига»
- Обладатель Кубка Латвии — 2023

Личные
- Лучший бомбардир перуанской Примеры (12 голов) — 2021